# Watsiana
Watsiana (gr. Βατσιανά) – miejscowość w Grecji, położona na wyspie Gawdos, w administracji zdecentralizowanej Kreta, w regionie Kreta, w jednostce regionalnej Chania, w gminie Gawdos. W 2021 roku liczyła 15 mieszkańców.
Jest to najdalej wysunięta na południe osada w Grecji i Europie.
W miejscowości znajdują się kamienna cerkiew prawosławna oraz muzeum etnograficzne wyspy Gawdos. Około 3 km na południowy wschód od Watsiany, na wcinającym się w morze mostem skalnym przylądku Tripiti wzniesiono drewnianą instalację w kształcie krzesła, z napisem wskazującym, że jest to najdalej na południe wysunięty punkt kontynentu europejskiego. Krzesło jest również nazywane „tronem Odyseusza” w związku z tym, że Gawdos bywa utożsamiane z mitologiczną wyspą Ogygią, u której brzegu rozbiły się okręty Odyseusza.